# 1327 Namaqua
1327 Namaqua је астероид главног астероидног појаса са пречником од приближно 25,14 .
Афел астероида је на удаљености од 3,232 астрономских јединица (АЈ) од Сунца, а перихел на 2,326 АЈ.
Ексцентрицитет орбите износи 0,162, инклинација (нагиб) орбите у односу на раван еклиптике 5,817 степени, а орбитални период износи 1692,233 дана (4,633 године).
Апсолутна магнитуда астероида је 12,10 а геометријски албедо 0,040.
Астероид је откривен 7. септембра 1934. године.